# هنري س. برات
هنري س. برات (بالإنجليزية: Henry C. Pratt)‏ هو شخصية أعمال أمريكي، ولد في 1761، وتوفي في 1838 في فيلادلفيا في الولايات المتحدة.